# John Flynn (réalisateur)
Pour les articles homonymes, voir John Flynn et Flynn.
John Flynn est un réalisateur et scénariste américain né le 14 mars 1932 à Chicago dans l'Illinois et mort le 4 avril 2007 à Pacific Palisades en Californie.

## Biographie
Après avoir supervisé le scénario de West Side Story, cet ancien assistant de Robert Wise (sur Deux sur la balançoire), de John Sturges (sur La Grande Évasion) et de J. Lee Thompson (sur L'Encombrant Monsieur John notamment) réalise son premier film en 1968 avec Le Sergent. Il devient un réalisateur culte avec son film Légitime Violence (Rolling Thunder) auquel Quentin Tarantino rendra hommage en nommant sa société distributrice de films : Rolling Thunder Pictures.

## Filmographie

### En tant que réalisateur
- 1968 : Le Sergent (The Sergeant)
- 1972 : The Jerusalem File
- 1973 : Échec à l'organisation (The Outfit)
- 1977 : Légitime Violence (Rolling Thunder)
- 1980 : Les Massacreurs de Brooklyn (Defiance)
- 1980 : Marilyn, une vie inachevée (Marilyn: The Untold Story) (TV) co-réalisé avec Jack Arnold
- 1983 : Touched
- 1987 : Pacte avec un tueur (Best Seller)
- 1989 : Haute Sécurité (Lock Up)
- 1991 : Justice sauvage (Out for Justice)
- 1992 : Nails (en) (TV)
- 1993 : Scam (TV)
- 1994 : Brainscan
- 1999 : Meurtres très ordonnés (Absence of the Good) (TV)
- 2001 : Protection

### En tant que scénariste
- 1973 : Échec à l'organisation (The Outfit)